# Juan Rodríguez de Fonseca
Juan Rodríguez de Fonseca (Toro, Zamora, 1451 - Burgos, 4 de març de 1524) fou un eclesiàstic i polític castellà, col·laborador dels Reis Catòlics i primer organitzador de la política colonial a Amèrica.

## Biografia

### Primers anys
Rodríguez de Fonseca va néixer el 1451 al castell de la seva família a la ciutat de Toro, a la província de Zamora. Va ser un dels tres fills que Fernando de Fonseca, senyor de les viles de Coca i Alaejos, va tenir amb Teresa de Ayala, filla del marquès de Cañete. La família, originària de Portugal, havia emigrat al Regne de Castella un segle abans. Com els fills més joves de les famílies estava destinat a ser un home d'església. Era nebot d'Alfonso I de Fonseca, arquebisbe de Sevilla. En la disputa pel dret al tron entre Isabel de Castella i Joana de Castella, la família van prometre lleialtat a Isabel, ajudant-la a pujar al tron.
Posteriorment, el 1480, Rodríguez de Fonseca fou recomanat per la reina Isabel I a un dels homes més influents de la cort: el seu confessor fra Hernando de Talavera, de qui va rebre formació en teologia i humanitats.
Rodríguez de Fonseca va ser ordenat sacerdot el 6 d'abril de 1493 a Barcelona. Ràpidament va ser escollit per formar part del capítol catedralici de Sevilla i unir-se a ells com a canonge de la catedral. Aviat fou designat degà de la catedral. Més tard va exercir com a vicari general de l'arxidiòcesi. A més va ocupar el càrrec d'ardiaca a Olmedo, Àvila i Sevilla.

### Etapa a les Índies
Els reis confiaren en Rodríguez de Fonseca per construir una administració colonial ja des del segon viatge de Colom el 1493, que ell va organitzar. A partir d'aquesta data es va guanyar influència creixent sobre la política colonial castellà i va sorgir com a ministre de facto d'Afers Colonials.
Ben aviat Rodríguez de Fonseca es van enfrontar amb Colom per la manera diferent que tenien d'organitzar les noves terres. Mentre Colom defensava que tot havia de passar per les seves mans, en una espècie de monopoli compartit entre ell i la monarquia, Fonseca defensava que l'únic protagonisme havia de ser dels reis espanyols. Entre 1496 i 1497, la rivalitat entre ambdós anà creixent. Colom va estar a punt d'aconseguir que els Reis Catòlics destituïssin a Fonseca al capdavant de les armades d'Índies, però finalment fou la reina Isabel, influenciat per ell, qui el 1499 va destituir Colom com a governador de les terres recentment descobertes. Rodríguez de Fonseca va començar a planejar i organitzar una sèrie de viatges sense la intervenció colombina. Aquests viatges es feren sota les ordres de capitans com Alonso de Ojeda, Vicente Yáñez Pinzón, Diego de Lepe i Rodrigo de Bastidas, que ampliaren constantment el coneixement del Nou Món, descobrint noves terres.
En 1503 Rodríguez de Fonseca organitzà i supervisà la creació de la Casa de la Contractació d'Índies. També va tenir un paper destacat en l'evolució del Consell d'Índies, que amb el temps es va convertir en la institució real més influent que regia els nous assentaments. A la mort de la reina Isabel el 1504, un envellit rei Ferran va permetre a Fonseca tenir un control gairebé il·limitat en l'administració de les colònies d'ultramar.
Rodríguez de Fonseca va ser nomenat successivament bisbe de Badajoz (1495), de Còrdova (1499), de Palència (1504), i finalment de Burgos (1514). El 1519 també va ser nomenat arquebisbe de Rossano, al Regne de Nàpols. Va ser nomenat comte de La Pernía pels reis. En 1513 el rei Ferran va demanar al Papa elevar Rodríguez a un nou títol, el de Patriarca de les Índies Occidentals, però el papat era reticent a crear aquest títol i no fou creat fins poc després de la mort de Fonseca.
A la mort de Ferran VII el 1516, Rodríguez de Fonseca va continuar treballant al costat del nou rei, Carles V. Amb tot, no se tingué la mateixa confiança que amb els monarques anteriors. Va participar en l'organització i patrocini de la primera primera circumnavegació de la Terra feta per Fernão de Magalhães i Juan Sebastián Elcano.
Durant la seva llarga carrera Rodríguez de Fonseca es va guanyar molts enemics. Destaquen els enfrontaments amb Bartolomé de las Casas, conegut com el protector dels indis, que el va denunciar per la seva indiferència davant les crueltats que els colons espanyols infligien entre els indígenes de les noves terres; i amb Hernán Cortés.

### Mort
Rodríguez de Fonseca va morir a Burgos, on exercia de bisbe, el 4 de març de 1524. Va ser enterrat a l'església de Santa María la Mayor de Coca, on encara es conserva la seva tomba.

## A la ficció
El personatge de Juan Rodríguez de Fonseca apareix a la tercera temporada de la sèrie televisiva "Isabel", interpretat per Francesc Garrido.